# Ралль, Юрий Фёдорович
Ю́рий Фёдорович Ралль (10 апреля 1890, Уфа, Уфимский уезд, Уфимская губерния, Российская империя — 1948, Ленинград) — русский и советский морской офицер, вице-адмирал (1941), участник Первой мировой, Гражданской и Великой Отечественной войны.

## Биография
Родился в Уфе 16 (28) марта 1890 года, в семье служащего. Из дворянского рода Раллей, имение которых когда-то находилось в Старицком уезде Тверской губернии.
В 1912 году окончил Морской кадетский корпус, в 1915 году — Штурманский офицерский класс, в 1917 году — Временные курсы траления.
Участник Первой мировой и Гражданской войны на стороне советской власти. В 1917—1918 годах — командир миноносца «Подвижный», в 1918 году — транспорта «Рига», в 1918—1919 годах — эсминца «Капитан Изыльметьев». С 1919 года — флаг-штурман заведования тральным и заградительным делом, начальник минной обороны Балтийского моря.
В 1921 году назначен начальником оперативного отдела штаба Морских сил Балтийского моря, в 1921—1922 годах — штурман отдела траления Главного управления мореплавания, в 1922—1923 годах — флаг-штурман штаба флота, в 1923—1926 годах — командир линейного корабля «Марат».
В 1926 году окончил Высшие академические курсы при Военно-морской академии им. К. Е. Ворошилова.
С 1926 года — начальник Военно-морского училища им. М. В. Фрунзе и Учебного отряда кораблей военно-морских учебных заведений, с 1930 года — заместитель начальника Учебно-строевого управления Морских сил РККА. 
С 1932 года — командир бригады крейсеров Черноморского флота, а с 1935 года — преподаватель Военно-морской академии им. К. Е. Ворошилова. В 1936—1939 годах — начальник кафедры Военно-политической академии им. В. И. Ленина, затем начальник Управления боевой подготовки ВМФ, одновременно заместитель председателя Главной уставной комиссии.
В 1941—1945 годах — командир минной обороны, начальник штаба Балтийского флота, командующий эскадрой и Кронштадтским морским оборонительным районом. С 1945 года работал в Комиссии по разделу германского флота.
Был начальником кафедры тактики надводных кораблей и противоминной обороны Военно-морской академии им. К. Е. Ворошилова. Автор более 40 научных и военно-исторических работ, в том числе таких, как «Описание Северного морского театра», «Описание Финско-ладожского театра», «Руководство для плавания в Финских шхерах», «Ночное траление», «Какие бывают военные корабли», «Торпедные катера», «Надводные минные заградители» и др.
Умер 16 сентября 1948 года. Похоронен в Ленинграде на Коммунистической площадке в Александро-Невской лавре (ныне Казачье кладбище в Петербурге).
На стеле «Город воинской славы», установленной в 2011 году в Выборге, в память об успешной Выборгской операции размещён барельеф с изображением Ю. Ф. Ралля, руководившего освобождением Бьёркского архипелага и островов Выборгского залива.

## Семья
- Сын - Всеволод Юрьевич Ралль (1916-1997), военный моряк, капитан 1-го ранга.
- Дочь - Ралль Марина Юрьевна (1923-2001)

Могила Ралля на Казачьем кладбище Александро-Невской лавры Санкт-Петербурга.

## Награды
Российская империя:
- орден Святого Станислава II степени с мечами.
- орден Святой Анны III степени с мечами и бантом
- орден Святого Станислава III степени с мечами и бантом.
- орден Святой Анны IV степени с надписью «За храбрость».

СССР:
- орден Ленина
- четыре ордена Красного Знамени
- орден Нахимова I степени
- орден Ушакова II степени № 1 (22.07.1944)
- орден Отечественной войны I степени
- медали.